# Gran Berta
La Gran Berta (en alemán Dicke Bertha, literalmente Berta la Gorda) es el nombre de un tipo de obús de asedio —de 420 mm— desarrollado por las industrias Krupp en Alemania durante la Primera Guerra Mundial. Su designación oficial fue L/12 (cañón calibre 12 en longitud) 42 cm tipo M-Gerät 14 Kurze Marine-Kanone (cañón naval corto), nombre que pretendía camuflar el propósito real del arma.

## Historia
Este obús de asedio fue diseñado principalmente por el director de diseño de Krupp, el profesor Fritz Rausenberger, y por su predecesor, el director Dräger, quienes bautizaron el arma con el nombre de Dicke Bertha, por Bertha Krupp, heredera del imperio industrial Krupp. El nombre «Gran Berta» comenzó a ser utilizado erróneamente (aún hoy en día se les confunde) y genéricamente por los Aliados en referencia a otras piezas de artillería pesada alemanas como la Langer Max y el Cañón de París. Realmente, «Gran Berta» era solamente el apodo del modelo denominado en alemán M-Gerät ('Aparato M'), de 42 cm de calibre. Por tanto, este nombre no se ha de aplicar ni siquiera al modelo Gamma-Gerät, antecedente directo del Gran Berta.

## Desarrollo

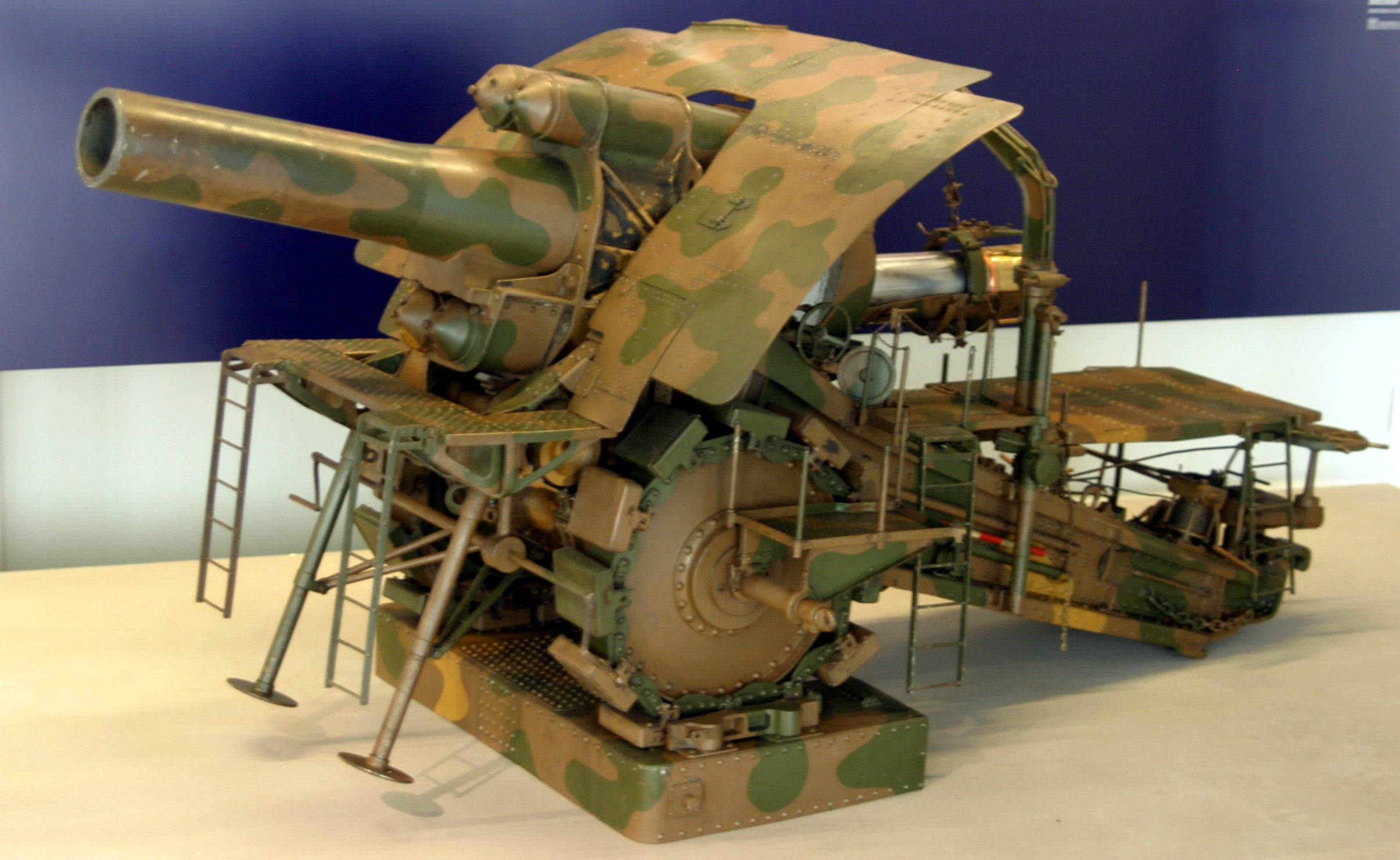
Obús M-Gerät Dicke Bertha.

El M-Gerät tuvo sus orígenes en las lecciones aprendidas por los alemanes y austriacos de la Guerra Ruso-Japonesa de 1904-1905. Durante el sitio a la base naval rusa de Port Arthur, los japoneses desmontaron algunos de los cañones costeros de gran calibre (280 mm) y los utilizaron para terminar rápidamente con el sitio debido a la potencia devastadora de estos obuses. Esto fue una completa novedad, ya que, hasta ese momento, había sido asumido por expertos militares que los más grandes cañones de asedio transportables podían ser de alrededor de 20 cm.
A inicios de la década de 1900, Krupp comenzó a desarrollar por lo tanto una serie de morteros y obuses móviles, que iban desde los calibres 28 cm a 30,5 cm, utilizando la experiencia adquirida por Krupp con la construcción de morteros de defensa costera (Küstenmörser), tales como la versión Beta-Gerät de 30,5 cm, cuyo primer modelo fue introducido en 1897 (aunque otras naciones, entre ellas Gran Bretaña y los Estados Unidos, también construyeron armas similares). Una nueva versión del obús Beta-Gerät 30,5 cm, ampliamente superior al modelo de 1897, fue desarrollada en 1908, pero encontrando que deseaban mayor poder ofensivo, el APK (Artillerieprüfungskommission, o 'Comité de pruebas de artillería') solicitó a Krupp que construyera un cañón de mayor tamaño capaz de aplastar las fortificaciones modernas. Krupp primero investigó la posibilidad de construir un arma de 35 cm, pero en su lugar saltó a los 42 cm, siendo este el proyectil que podía llevar la gran carga destructora que requería el APK.
El primer diseño de 42 cm fue el macizo L/16 (16 calibres de longitud) Gamma-Gerät, que era básicamente una versión de mayor escala del Beta-Gerät. Inusualmente para Krupp, estas armas - tanto la versión Beta como la Gamma - evitaron el cierre habitual de cuña deslizante en favor de un cierre de tipo tornillo, según la práctica usual en Gran Bretaña y Francia. El enorme Gamma fue lo que los alemanes llamaron Bettungsgeschütz, o 'Cañón de plataforma', es decir, que fue montado sobre un afuste estacionario que tenía que ser emplazado sobre una base de hormigón y que tomaba varios días preparar. El monstruo pesaba 150 toneladas y tenía que ser transportado en secciones sobre diez vagones de ferrocarril (seis para el cañón mismo y otros cuatro para las plataformas). Fue sin duda impresionante (lanzaba granadas de 1160 kg), pero como puede fácilmente imaginarse, simplemente moverlo era una pesadilla logística.

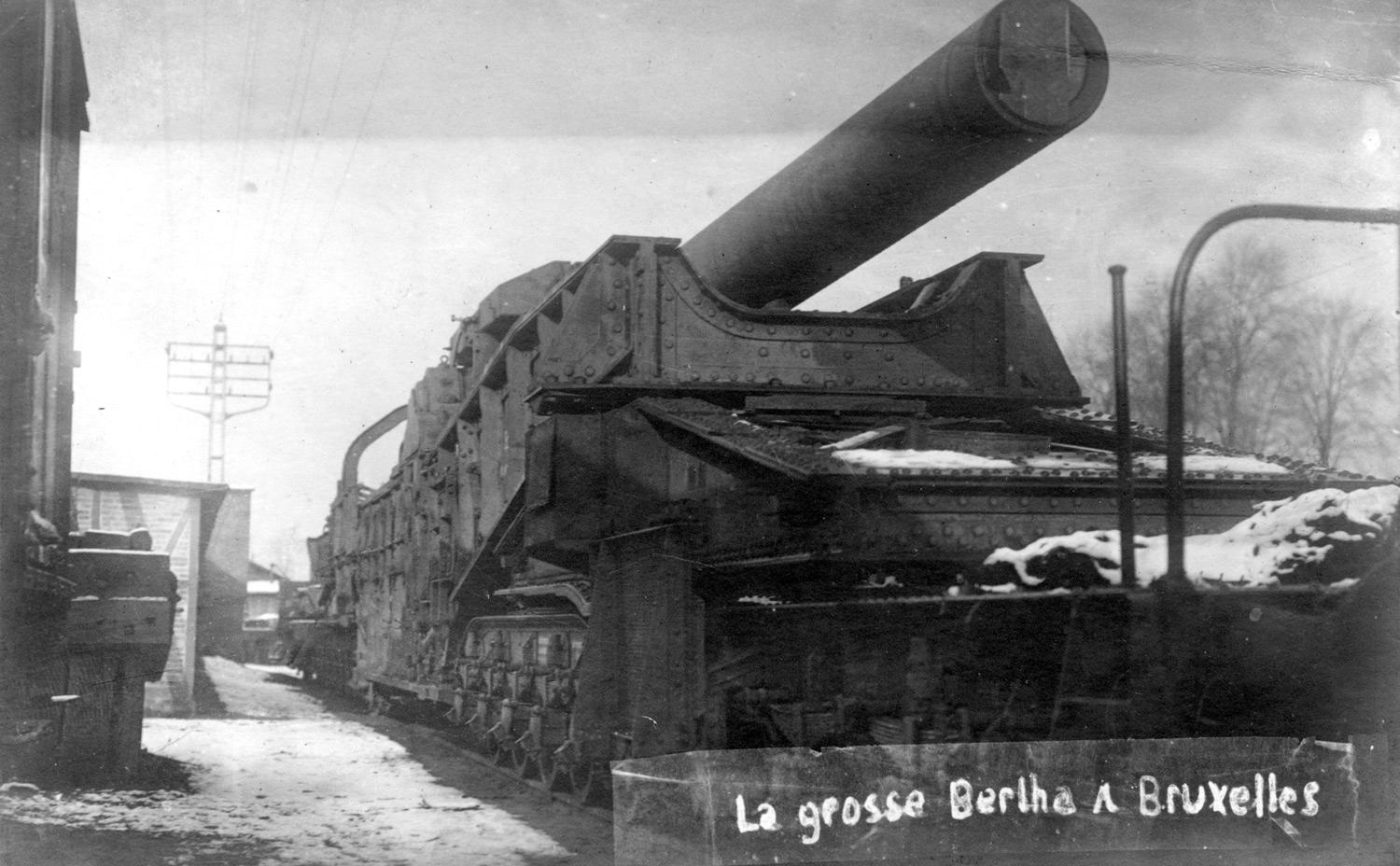
Un Gran Berta montado sobre una plataforma de ferrocarril (Bruselas, 1914)

En consecuencia, la APK pidió a Krupp una versión más móvil y ordenó un cañón el 15 de julio de 1912. Incluso antes de su entrega (en diciembre de 1913), el APK encargó una segunda arma en febrero de 1913. El primer obús realizó una demostración ante el Kaiser Guillermo II en marzo de 1914 y el segundo fue entregado en junio de 1914.

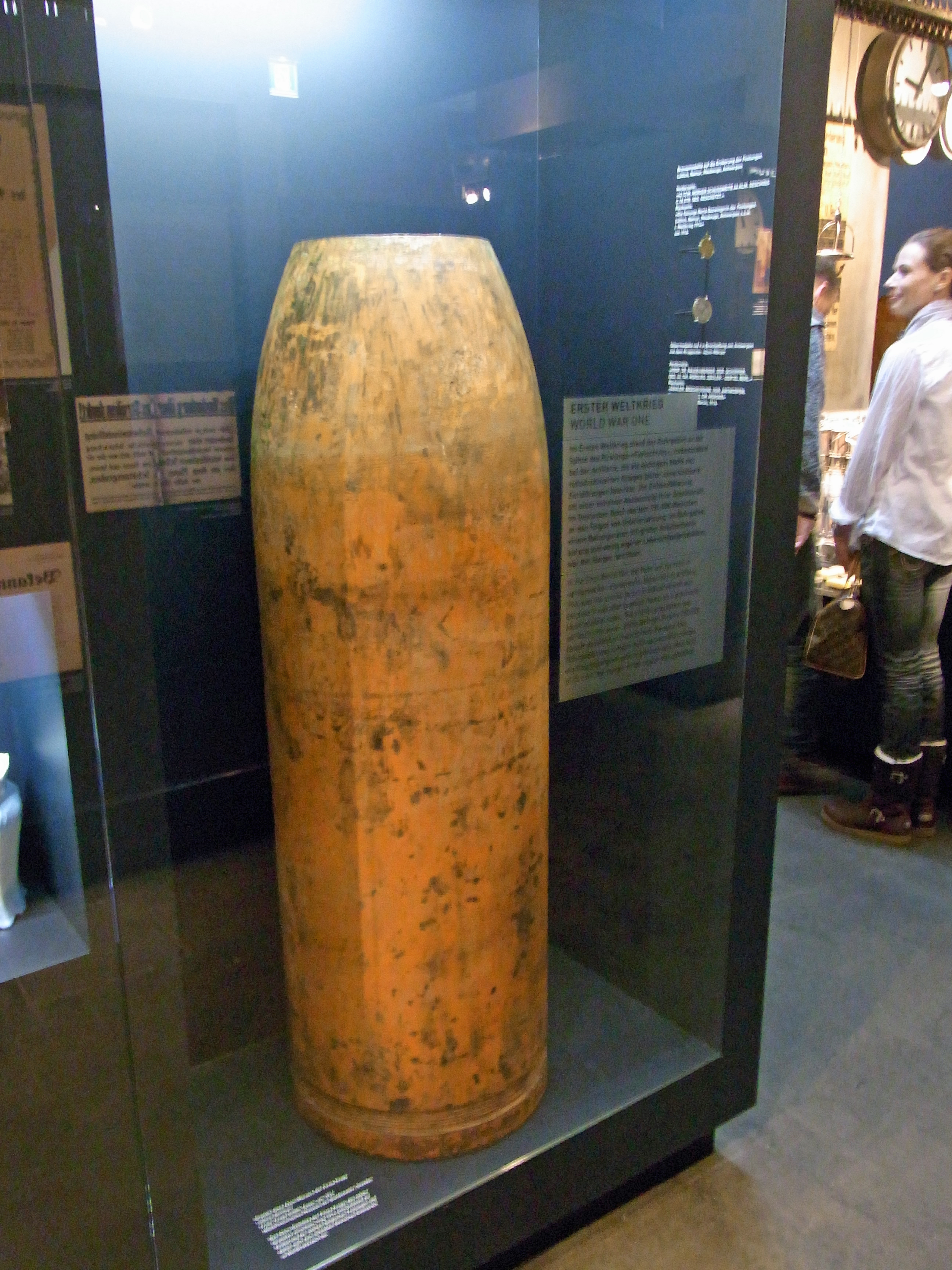
Proyectil sin espoleta de 420 mm del Gran Berta.

El nuevo obús era un arma móvil montada sobre un afuste de campaña con dos ruedas macizas de construcción convencional. En comparación con el anterior Gamma-Gerät, debe considerarse un arma completamente diferente. El cañón era más corto que el del Gamma (4 calibres de longitud) y volvió al cierre deslizante vertical convencional de Krupp. Con paredes más delgadas, el cañón era de construcción más ligera que el Gamma y, como tal, disparaba proyectiles también más ligeros, de alrededor de 830 kg. Completamente montado pesaba 43 toneladas y no tenía que ser emplazado sobre hormigón.
Se crearon esteras especiales de acero para impulsar las ruedas, con un arco de regulaciones de acero en la parte trasera del transporte que permitía recorridos limitados (este arco de regulaciones estaba equipado con una masiva pala tipo reja de arado que, enterrada en el suelo, ayudaba a anclar el arma). Para evitar que el arma rodara hacia abajo en caminos embarrados, las ruedas estaban equipadas con Radgürteln, bandas de pedraíl con pies que repartían la carga. Krupp y Daimler desarrollaron un tractor para el Berta, aunque también se usaron tractores Podeus para remolcar los cañones, que se dividían en cinco cargas cuando se trasportaban por carretera.

## Historial de servicio

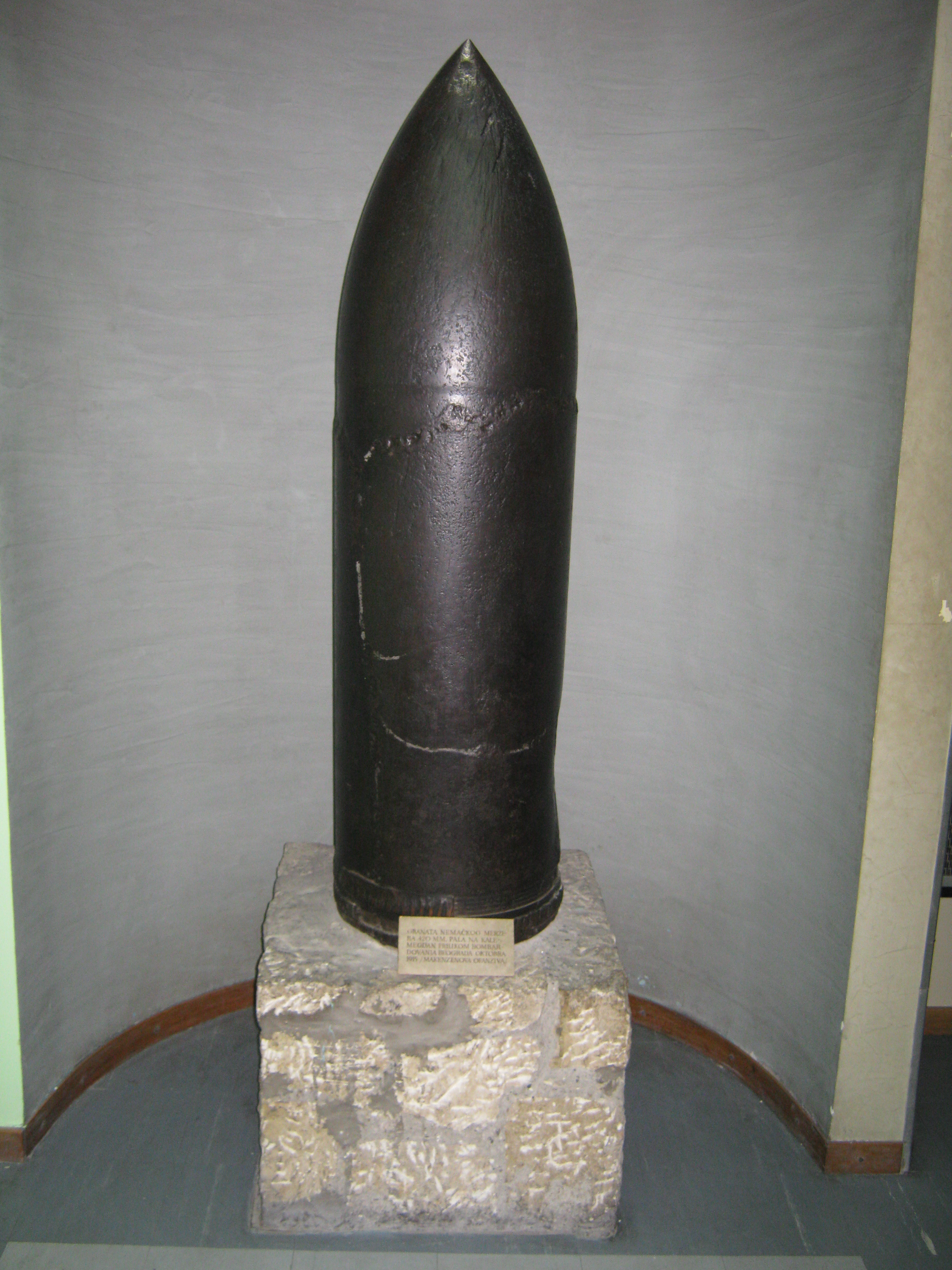
Obús de 420 mm sin detonar, que cayó en la Fortaleza de Belgrado durante el bombardeo de la ofensiva de Mackensen en octubre de 1915.

Solo dos ejemplares estaban disponibles al comienzo de la Primera Guerra Mundial, y se utilizaron para destruir los fuertes belgas en Lieja, Namur y Amberes, el fuerte francés de Maubeuge, así como otros fuertes en el norte de Francia. El Berta demostró ser muy eficaz contra antiguas construcciones, como los fuertes belgas diseñados en la década de 1880 por Brialmont, destruyendo varios en pocos días. El éxito más espectacular fue con el fuerte belga Loncin, que explotó después de recibir un impacto directo en su polvorín. Sin embargo, el hormigón empleado en los fuertes belgas era de mala calidad y consistía en solo capas de hormigón sin ningún refuerzo de acero.
El Gran Berta se había ganado una sólida reputación en ambos lados de las líneas debido a sus primeros impresionantes éxitos al destrozar los fuertes en Lieja. La prensa alemana declaró con entusiasmo a Berta una Wunderwaffe ('arma maravillosa'); sin embargo, cuando se usó más tarde durante el asalto alemán en Verdún en febrero de 1916, resultó menos eficaz; la construcción más reciente de este fuerte, con hormigón reforzado con acero, en su mayoría podía resistir los grandes proyectiles semi-antiblindaje de los Berta. Solo el Fort Vaux fue severamente dañado durante este evento, destruyendo el depósito de agua y conduciendo a la rendición de la fortaleza.
Es probable que se construyeran 12 Bertas en total durante la guerra, con hasta 20 cañas aunque algunas fuentes afirman que fueron 18. Durante la contienda varios Berta resultaron destruidos cuando sus cañas estallaron debido a municiones defectuosas. Más tarde se desarrolló durante la guerra un cañón de 30,5 cm L/30 que fue montado sobre afustes de Berta a fin de proporcionar mayor alcance, aunque de no tan intenso poder de fuego. Estas armas fueron conocidas como Schwere Kartaune o Beta-M-Gerät.